# فاطمه چالاکی
فاطمه چالاکی (زاده ۳۰ مرداد ۱۳۶۸ در بابل) برنده مدال برنز رشته کاراته زنان در بازی‌های آسیایی گوانگژو و همچنین در بازی‌های آسیایی اینچئون در وزن ۵۵- کیلوگرم بانوان می‌باشد.
ملی‌پوش کاراته‌کار ایران پس از تصادف، در سانحه رانندگی تحت دو عمل جراحی سنگین قرار گرفت، در نهایت به دلیل از دست دادن بینایی چشم راست، از دنیای قهرمانی خداحافظی کرد.
فاطمه چالاکی پس از خداحافظی اجباری از دنیای قهرمانی در سن ۳۰ سالگی، وارد عرصه مربیگری شده و به عنوان مربی تیم دانشگاه آزاد در سوپرلیگ کاراته مشغول به فعالیت شده‌است.